# Ignati Ioachimowitsch Grinewizki

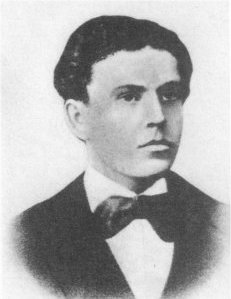
Ignati Grinewizki

Ignati Ioachimowitsch Grinewizki (polnisch Ignacy Hryniewiecki, russisch Игнатий Иоахимович Гриневицкий, wiss. Transliteration Ignatij Ioachimovič Grinevickij; * 17. Juni 1856 auf dem Landgut Basin, Landkreis Babrujsk, Gouvernement Minsk; † 1. Märzjul. / 13. März 1881greg. in Sankt Petersburg) war ein belarussischer Narodnik – genauer, ein polnischer Kämpfer innerhalb des Narodnaja Wolja (Volkswille). Der Terrorist warf 1881 Alexander II. eine Bombe vor die Füße. Deren Explosion verletzte den Herrscher tödlich. 

## Leben
Ignati, Sohn des verarmten polnischen Adligen Joachim Grinewizki (polnisch Joachim Hryniewiecki), absolvierte das Realgymnasium Białystok und studierte ab 1875 an der TU Sankt Petersburg Mathematik. In der studentischen revolutionären Bewegung des Narodnaja Wolja wurde Ignati unter dem Decknamen Michail Iwanowitsch sowie unter dem Spitznamen Kater bekannt. Ab 1879 arbeitete Ignati in einer illegalen Druckerei des Narodnaja Wolja als Autor und Setzer, druckte falsche Pässe, verteilte Druckschriften, beteiligte sich an Propagandakampagnen unter den Petersburger Studenten und Fabrikarbeitern. Er sammelte Geld für politische Gefangene. Ignati wohnte in Petersburg in der Simbirsker Straße 59.
Am 13. März 1881 überlebte Alexander II. zunächst das Attentat des Bombenwerfers Nikolai Ryssakow. Kurz darauf wurde der Zar von der zweiten Bombe, geworfen von Ignati Grinewizki, tödlich verletzt. Auch der Attentäter selbst erlitt durch die Detonation so schwere Verletzungen, dass er am Abend desselben Tages im Krankenhaus bei den Kaiserlichen Pferdestallungen starb. Vor seinem Tode soll er die Frage nach seinem Personenstand mit: „Ich weiß nicht“ beantwortet haben. Für lange Zeit konnte der Attentäter nicht richtig identifiziert werden. Die Behörden hielten ihn zunächst für Nikolai Sergejewitsch Tjuttschew. Letzterer lebte aber zu der Zeit in der sibirischen Verbannung.

## Gedenken
- 1975–1988 trug die Leningrader  Nowo-Konjuschenny-Brücke[6], also der Tatort, den Namen Grinewizkis.
- Die Nachfolger des ermordeten Zaren ließen am Tatort die Auferstehungskirche erbauen.